# Aventure à Paris
Ne doit pas être confondu avec Aventures à Paris.
Pour plus de détails, voir Fiche technique et Distribution.
Aventure à Paris est un film français réalisé par Marc Allégret, sorti en 1936, adaptation de la pièce de théâtre Le Rabatteur de Henri Falk.

## Synopsis
Michel Levasseur, un joyeux fêtard qui n'a plus payé son loyer depuis un certain temps, voit ses meubles saisis pour le compte de Raymond Sauvaget, un riche industriel spécialisé dans le champagne et les biscuits. Michel ne se démonte pas ; bien au contraire, il devient l'ami de son propriétaire. Or, il s'avère que Raymond, s'il est heureux en affaires, ne sait pas s'y prendre avec les femmes. C'est ainsi que Michel va devenir le rabatteur de Raymond.

## Fiche technique
- Titre français : Aventure à Paris
- Réalisateur : Marc Allégret
- Assistants à la réalisation : Françoise Giroud, Yves Allégret
- Scénario : Henri Falk, d'après sa pièce Le Rabatteur, créée le 3 janvier 1928 au Théâtre de l'Avenue, à Paris
- Adaptation : Henri Falk, Jan Lustig, Claude-André Puget
- Dialogues : Carlo Rim
- Décors : Eugène Lourié
- Costumes : Schiaparelli
- Photographie : Michel Kelber
- Cadreur : Philippe Agostini
- Son : Marcel Courmes
- Montage : Yvonne Martin
- Musique : Vincent Scotto
- Production : André Daven
- Sociétés de production : Productions André Daven, Société des films Osso
- Sociétés de distribution : Pathé Consortium Cinéma, Alliance cinématographique européenne
- Pays d’origine :  France
- Langue originale : français
- Format : Noir et blanc — 1,37:1 — Son mono
- Genre : Comédie
- Durée : 95 minutes
- Date de sortie : France, 24 novembre 1936

## Distribution
- Lucien Baroux : Raymond Sauvaget
- Danièle Parola : Lucienne Aubier
- Jules Berry : Michel Levasseur
- Arletty : Rose de Saint-Leu
- Germaine Aussey : Lili Schiaparelli
- Gisèle Préville : Solange Surnisse
- Julien Carette : le chasseur du restaurant
- Robert Vattier : Maître Corneille, l'huissier
- Ray Ventura et ses Collégiens : eux-mêmes
- Loulou Gasté et Grégoire Aslan : eux-mêmes
- Robert Seller le vicomte de Joymont
- Georges Bever : le domestique de Raymond
- Floyd du Pont: lui-même
- Abel Jacquin
- Philippe Janvier
- Robert Ozanne
- Robert Ralphy
- Lucien Callamand
- Doumel
- May Francis : Suzanne
- France Aubert : la chanteuse
- Alsonia : Ida
- Chaz Chase
- Marc-Hély
- Jacques Scey
- Jean Deiss
- Michèle Rauge

## Chanson du film
- Laissez-vous faire, paroles d'Henri Falk, musique de Jean Féline